# Marcus Dodd
Marcus Dodd, né le 19 janvier 1971, est un pilote automobile anglais de rallyes, essentiellement sur surface terre.

## Biographie
Il dispute des compétitions sur le sol britannique de 1991 à 2010.
Il remporte le rallye Sunseeker à sept reprises, entre deux championnats.

## Palmarès

### Titres
- Triple Champion d'Angleterre des rallyes Terre (ANCRO MSA): 2007, 2008, et 2009 (copilote Andrew Bargery, sur Hyundai Accent WRC);

### 8 victoires anglaises Terre
- Rallye Sunseeker: 2007, 2008 et 2010;
- Rallye Swansea Bay: 2007;
- Rallye Bulldog: 2008;
- Rallye Brick and Steel Border Counties: 2009;
- Rallye Tour of Cumbria: 2009;
- Rallye Severn Valley: 2009;

### 2 victoires anglaises Forêt (BTRDA)
- Rallye Pro-Art Signs Red Dragon: 2007;
- Rallye Plains Forest: 2008;

### 7 victoires en championnat britannique National (D2)
- Rallye Sunseeker: 1999, 2000, 2001 et 2003;
- Rallye Mutiny: 2005;
- Rallye Brick and Steel Border Counties: 2006:
- Rallye Swansea Bay: 2006.